# Nyctycia
Nyctycia é um gênero de traça pertencente à família Arctiidae.